# جوان بينيت (عالمة دراسات أدبية)
جوان بينيت (بالإنجليزية: Joan Bennett)‏ (1896 - 1986)؛ كاتِبة وشاعرة بريطانية.